# Högmarsö
Högmarsö är en ö i Stockholms skärgård. Den är belägen längs Furusundsleden innanför Yxlan, sydväst om Furusund, i Norrtälje kommun. Det är en 2 kvadratkilometer stor ö med en fast befolkning på 40 personer. På sommaren växer befolkningen till drygt 1 000 personer.

## Historik
Ön har varit bebodd sedan 1500-talet. År 1876 startades ett varv på Högmarsö. Det startades på initiativ av flera av redarna i omgivningarna med "Blidökungen" Johan Österman i spetsen. Jonas Petter Elfving från Gävle utsågs till chef för verksamheten. Enligt traditionen var han även med och fångade en vilsekommen näbbval genom att jaga in, stranda och harpunera den i nordostviken på ön.
Man lät här bygga sina fartyg i hållbarare kravellteknik i stället för de traditionella skroven i klinkteknik. 1918 började man bygga stålfartyg och namnet ändrades till Furusunds Slip- och Varfs AB. Att Furusund ingår i namnet berodde på att Furusund var en välkänd ort, och att flera av arbetarna kom därifrån. Under en tid på 1930- och 1940-talen låg även ett mindre varv för fritidsbåtar bredvid skeppsvarvet. Ett samhälle växte fram i anslutning till varvet, med skolbyggnad och en frikyrka som uppfördes 1913. Under en tid fanns här även en mormonförsamling vars medlemmar senare emigrerade till USA.
Idag drivs Restaurang Varvet i lokalerna och ett mindre varv för traditionerna vidare.

## Bilder

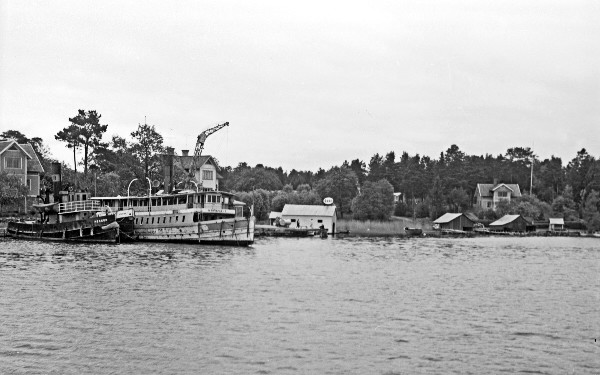
Furusunds slip och varv, 1965.
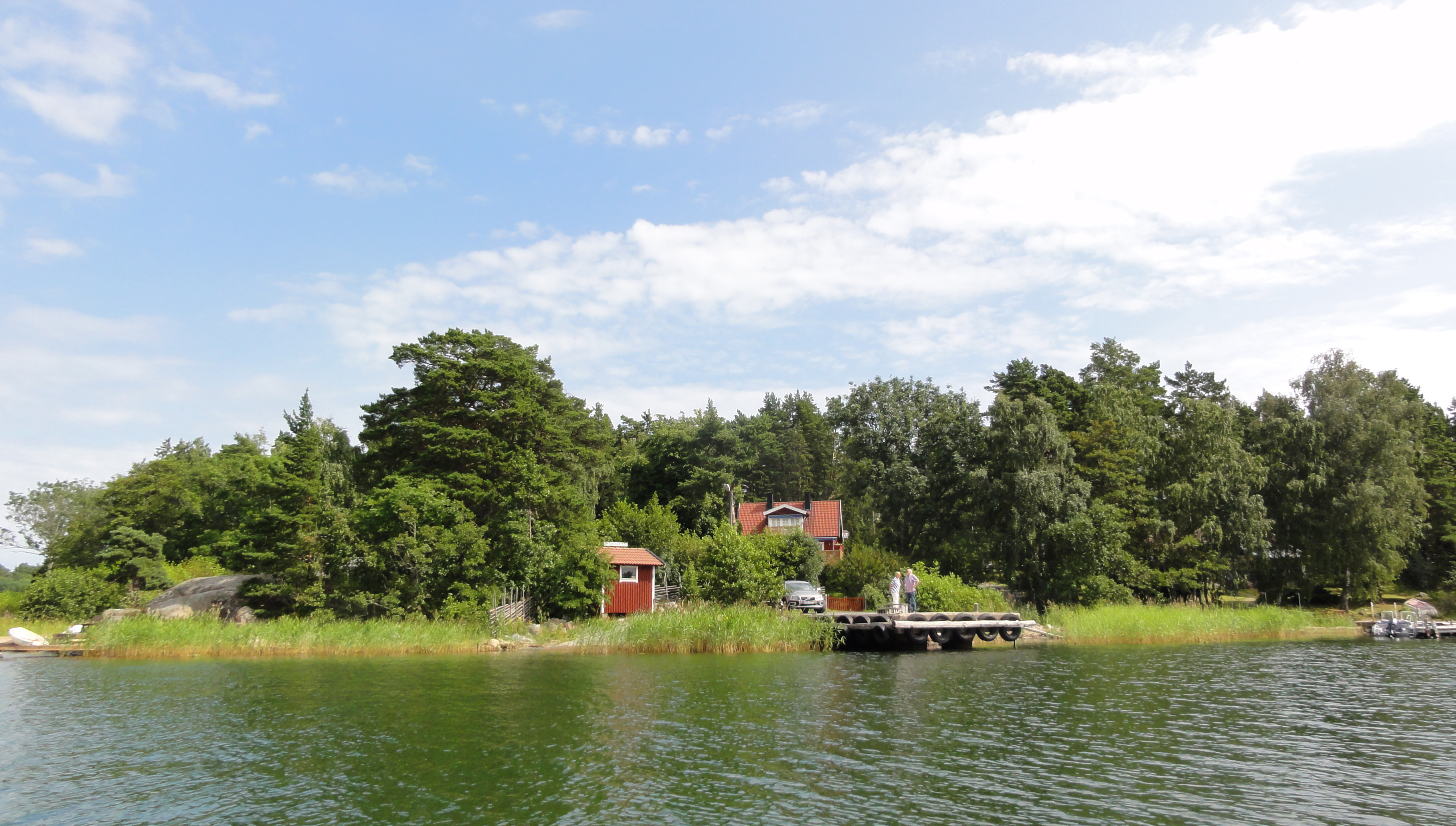
Högmarsö brygga, 2011.
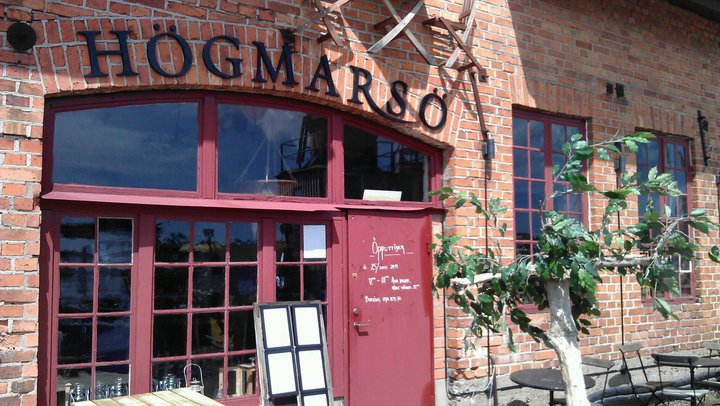
Restaurangens entré, 2011.